# Parrot Disco

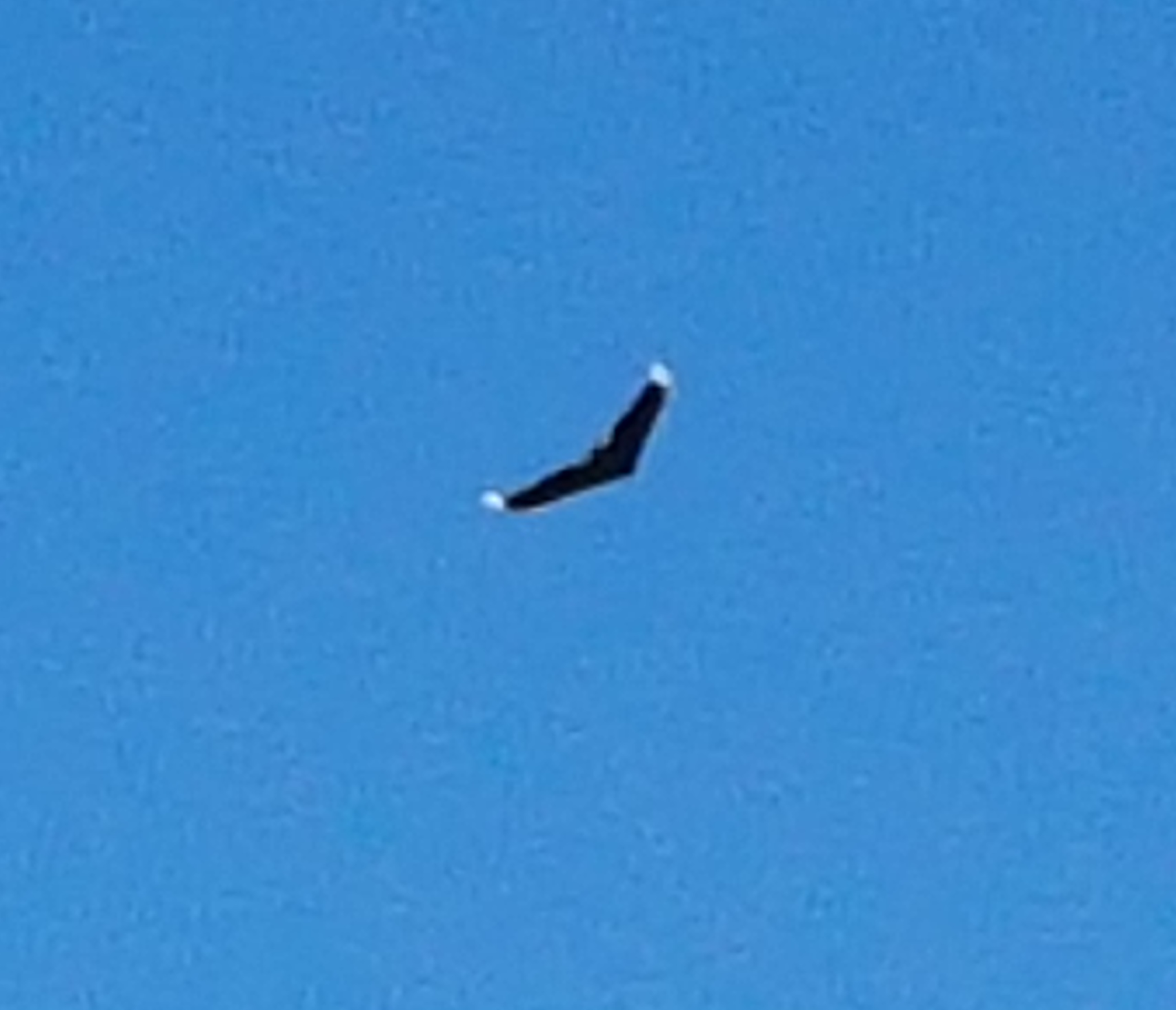
Die Parrot Disco im Flug

Die Parrot Disco ist eine ferngesteuerte Drohne des französischen Herstellers Parrot SA. Ihr Aufbau entspricht im Unterschied zu marktgängigen Drohnen, die in der Regel als Quadrocopter konzipiert sind, dem eines Nurflügelflugzeugs mit Schubpropeller.
Die Drohne wird entweder mittels einer Fernsteuerung oder über einen mitgelieferten Controller und eine Mobile App gesteuert, die für iOS und Android verfügbar ist.

## Design, Entwicklung und Technik
Die Parrot Disco wurde erstmals im Januar 2016 auf der Consumer Electronics Show in Las Vegas vorgestellt. Mit dem neuartigen Design wollte sich der Hersteller von der Masse an verfügbaren Drohnen mit senkrecht montierten Rotoren zur Auftriebserzeugung abheben. Außerdem wurde die Drohne speziell für sogenannten Immersionsflug entwickelt, bei dem die steuernde Person durch eine spezielle Brille die Kamerabilder unmittelbar vor sich sieht (first person view).
Sie verfügt über eine Staudrucksonde zur Geschwindigkeitsmessung (Indicated Airspeed), GPS- und GLONASS-Empfänger, ein Magnetometer, einen Höhenmesser mittels Barometer, Neigungs- und Beschleunigungssensoren, eine Full-HD-Kamera mit Weitwinkelobjektiv sowie zahlreiche Autopilot-Funktionen wie Autostart und -landung, Autoloitering, Return-to-home sowie automatische Lage- und Flugstabilisierung.
Laut Herstellerangabe soll der mitgelieferte Akku eine Flugzeit von bis zu 45 Minuten und die Fernsteuerung eine Reichweite von bis zu 2 Kilometern erlauben. Die Höchstgeschwindigkeit der Drohne beträgt laut Herstellerangabe bis zu 80 km/h.

## FreeFlight
Die Steuerung der Drohne erfolgt über die App FreeFlight, soweit sie nicht über eine konventionelle Fernsteuerung ohne softwareseitige Unterstützung gesteuert wird. Die App ermöglicht auch die Aufnahme von Bildern und Filmen durch die in der Drohne eingesetzte Full-HD-Kamera, die über soziale Netzwerke wie YouTube und Instagram mit anderen Menschen geteilt werden können. Als weitere kostenpflichtige Funktion kann ein sogenannter Flight Plan in die App integriert werden, der es ermöglicht, der Drohne vor dem Flug Wegpunkte vorzugeben, die sie der vorgegebenen Reihenfolge nach selbständig abfliegt.
Die App beinhaltet ferner eine Bildschirmdarstellung, die es ermöglicht, das Smartphone in eine mitgelieferte Brille einzustecken, um dadurch die Drohne aus der Cockpit-Perspektive steuern zu können.

## Technische Daten

### Abmessungen
- Dimensionen: 1150 mm × 580 mm × 120 mm
- Spannweite: 1150 mm
- Flugmasse: 750 g

### Leistung
- Motor: 1280 kv

- LiPo: 2700 mAh, 3 Zellen
- Kamera: 1080p Full HD